# SIGABA
Na história da criptografia, o ECM Mark II foi uma máquina de rotores usada pelos Estados Unidos desde a Segunda Guerra Mundial até à década de 1950. A máquina também era conhecida pelo Exército como SIGABA ou Converter M-134, ou como CSP-889 pela Marinha, e uma versão modificada pela Marinha era conhecida como CSP-2900.
Como muitas outras máquinas da época, usava um sistema electromecânico de rotores a fim de cifrar mensagens. Não se conhece publicamente nenhuma criptoanálise bem sucedida durante o tempo de serviço da máquina.